# Влюблённый бродяга
Влюбленный бродяга (англ. The Vagabond Lover) — американский музыкальный фильм режиссера Маршалла Нейлана, вышедший на экраны в 1929 году. В фильме снялись Руди Валле, Салли Блейн и Мари Дресслер.
Для певца и саксофониста Руди Валле фильм стал дебютом в кино. Фильм увеличил популярность Валле, а его название стало прозвищем певца.

## Сюжет
Руди Бронсон (Руди Валле) — саксофонист-любитель — вместе с друзьями создаёт музыкальную группу. Когда-то Руди брал заочные уроки игры у известного саксофониста Теда Гранта, и теперь участники группы едут к нему, рассчитывая, что Грант поможет им найти работу. Грант отказывается помочь и фактически сбегает от назойливых посетителей, оставив Бронсона и его друзей у своего дома. Соседка Гранта миссис Уайтхолл (Мари Дресслер) принимает музыкантов за грабителей и вызывает полицию, после чего один из друзей Бронсона выдаёт его за хозяина дома (миссис Уайтхолл не знает Гранта в лицо). Сомнения соседки и полиции рассеиваются после игры музыкантов, и миссис Уайтхолл предлагает группе выступить на благотворительном концерте. Бронсон и племянница миссис Уайтхолл Джин (Салли Блейн) влюбляются друг в друга, однако перед концертом Джин обнаруживает, что Руди — самозванец, а значит всё это время обманывал её. Джин очень расстроена, но решает сохранить секрет, однако обман всё-таки раскрывается. Бронсону угрожает арест, однако появляется Грант и улаживает дело миром. Благодаря усилиям Гранта группа становится популярной, и в конце концов Руди мирится с Джин.

## О фильме
Картина стала одним из первых звуковых фильмов Голливуда. При этом музыка в фильме выступала в качестве диегетического элемента: «за главным персонажем <…> постоянно ходит оркестр, благодаря чему музыка звучит в нужные моменты фильма, и выглядит это вполне органично».
Рецензент журнала The New York Times положительно оценил музыку фильма (в частности, её запись) и отметил эмоциональную реакцию публики на исполнение песен Руди Валле, однако раскритиковал игру актёров за исключением Мари Дресслер.